# مؤشر النظام لقياس متوسط مدة الانقطاع
مؤشر النظام لقياس متوسط مدة الانقطاع (SAIDI) هو مؤشر اعتمادية يستخدم من قبل مرافق الطاقة الكهربائية . ويقيم قدرة النظام على القيام بمهمته المنوط بها ضمن شروط عمل محددة خلال فترة زمنية معينة . وهو متوسط انقطاع الخدمة لكل عميل . ويتم حسابه على النحو التالي :
{\displaystyle {\mbox{SAIDI}}={\frac {\sum {U_{i}N_{i}}}{N_{T}}}}
حيث :

{\displaystyle N_{i}} هو رقم العميل . 

{\displaystyle U_{i}} هو متوسط الخروج السنوي للموقع {\displaystyle i} . 

{\displaystyle N_{T}} هو العدد الكلي للعملاء .
ويمكن كتابة المعادلة بالشكل التالي :
{\displaystyle {\mbox{SAIDI}}={\frac {\mbox{sum of all customer interruption durations}}{\mbox{total number of customers served}}}}
ووحده قياسه هي الدقيقة أو الساعة . ويتم قياسه على مدار العام بأكمله . وتبعا لجمعية مهندسي الكهرباء والإلكترونيات (IEEE) فإن القيمة المتوسطه لهذا المؤشر في أمريكا الشمالية وصل إلى 1.5 ساعة .